# アレクサンドリアのクレメンス
アレクサンドリアのクレメンスあるいはティトゥス・フラウィウス・クレメンス（Titus Flavius Clemens, 150年? - 215年?）は、2世紀の人物で、初期キリスト教を代表する神学者の一人。エジプトのアレクサンドリアで活躍したためこの名で呼ばれるが、エジプト出身ではなくギリシアのアテナイの出身と考えられている。ギリシア教父と呼ばれる一群の神学者の一人で、オリゲネスとならんでアレクサンドリア学派の代表的な神学者である。

## 生涯
生没年を含めてクレメンスの生涯についてはほとんど知られていない。しかし、彼の著作『ストロマテイス』の記述や流麗なギリシア語文体、ギリシア古典の深い知識などからアテネの裕福な家庭の出身で高等教育を受けていたことがうかがえる。クレメンス自身によれば、ギリシアを出て、南イタリア、シリア、パレスチナを経て、エジプトのアレクサンドリアでキリスト教の教師パンタイノス(英語版)に出会い、彼に学んだ。パンタイノスの死後、ディダスカレイオンといわれるキリスト教を教える学校を開いてそこで教えた。カイサレイアのエウセビオスは著書『教会史』の中で「オリゲネスもクレメンスに学んだ」と記している。セプティミウス・セウェルス帝の迫害のさなかにアレクサンドリアを離れ、カッパドキアに逃れたといわれている。
クレメンスが司祭であったかどうかも定かではない。エウセビオスはクレメンスが「長老」であったと記しているが、長老というのが教会における職階を意味するのか、単なる敬称なのかが定かではないからである。

## 思想的特徴
クレメンスの思想の特徴は、ギリシア哲学と文学がキリスト教へ人々を導くために存在したと考え、その思想的な遺産をキリスト教へ継承しようとしたことにある。これはプラトンとギリシア思想に精通したクレメンスならではの発想であり、特にロゴス＝キリストであるとした「ロゴス・キリスト論」は、ギリシア思想とキリスト教神学を結びつけ、以降のキリスト教神学の発展に大きな貢献をするものとなった。
ユスティノスもロゴス・キリスト論を展開したが、両者の大きな違いは、ユスティノスがキリスト教の真理性を異教徒に示すためにロゴス論を用いたのに対して、クレメンスは、キリスト教徒たちが哲学の持つ真理性を理解するようになるためにロゴス論を用いたことである。
著作の中に、クレメンスの博学さが披露されている。また、著作の特徴として、旧約聖書、新約聖書の引用だけではなく、ギリシャの哲学者、詩人、劇作家、史家からの引用がある。また、ギリシャ哲学はヘブライ人の書物から教説を剽窃した、と述べ、剽窃した教説を論じていもいる。

## 神学

### 異端への反論
ストロマテイス第5巻には、初期のグノーシス主義の教師、バシレイデースへの反論が含まれている。また、第7巻は異端についての反論があり、「彼らは敬虔とは程遠く、神の掟、すなわち聖霊に対して不満を漏らす」と書いている。

### その他神学的記述
クレメンスは旧約聖書の有名な箇所を引用し、神の到来について説明している。
「この「在る方」(出エジプト 3:14)、この方は、肉の弱さの故に、受け容れることのできない者どもには見られることがない。むしろこの方が、感覚しうる身体を摂り、掟への聴従によって人間たちに為しうることを示すために到来したのである」
「ギリシャ哲学によって哲学の業に踏み込んだとしても、キリストを通して真理を学び、救われなければならないのである」と述べ、この根拠としてエフェソ3:5を引用している。
また、聖なる三位について語っている箇所もある。
「すなわり聖霊が第三位であり、第二は子であり、この子を通し、父の意向に従って「すべてが成った(ヨハネ1:3)」のである」
クレメンスは、始源が唯一かどうかについて言及し、ギリシャ人の代表としてプラトンのティマイオスから引用し、自分の思想の証言者としている。
「万物の唯一なる始源は生まれざるものである。もし生まれたものであるとすすれば、それはすでに始源ではなく、そこから始源が生じたところのものであろう」
そして、この始源について、「万物の始源である神は救い主と呼ばれる(コロサイ 1:18)」と新約聖書を引用しながら書いている。

## 著作

### 現存する著作
- 三部作
  - 『プロトレプティコス（ギリシア人への勧告）』195年
  - 『ストロマテイス（綴織）』198年-203年
  - 『パイダゴーゴス（訓導者）』198年

- 『テオドトスからの抜粋』
- 『救われる富者とは誰であるか』

### 著作の日本語訳

#### 訳書
- 『キリスト教教父著作集 第4巻1 アレクサンドリアのクレメンス1』 秋山学訳、教文館, 2018年1月
  - 『ストロマテイス（綴織）』1
- 『キリスト教教父著作集 第4巻2 アレクサンドリアのクレメンス2』 秋山学訳、教文館, 2018年5月
  - 『ストロマテイス（綴織）』2
- 『キリスト教教父著作集 第5巻 アレクサンドリアのクレメンス3』 秋山学訳、教文館, 2022年9月
  - 『パイダゴーゴス（訓導者）』、『プロトレプティコス（ギリシア人への勧告）』、『テオドトスからの抜粋』、『預言書撰文集』、『救われる富者とは誰であるか』、「断片集」
- 『中世思想原典集成 第1巻 初期ギリシア教父』平凡社、1995年
  - 抄訳『ストロマテイス』（283-416頁）、『救われる富者は誰か』（417-466頁）秋山学訳

#### 訳稿
- 『プロトレプティコス』（『ギリシア人への勧告』）全1巻、全訳版
  - 秋山学訳、文藝言語研究 文藝篇 (57)：1-82, 2010
- 『ストロマテイス』（『綴織』）全8巻、全訳版
  - 第1巻、文藝言語研究. 文藝篇 (63)：63-163, 2013
  - 第2巻、文藝言語研究. 言語篇 (63)：147-223, 2013
  - 第3巻、古典古代学 (5)：27-93, 2012
  - 第4巻、文藝言語研究. 文藝篇 (65)：77-158, 2014
  - 第5巻、文藝言語研究. 言語篇 (66)：57-148, 2014
  - 第6巻、文藝言語研究. 言語篇 (65)：41-136, 2014
  - 第7巻、古典古代学 (6)：35-113, 2013
  - 第8巻、文藝言語研究. 文藝篇(66)：87-115, 2014
- 『パイダゴーゴス』(『訓導者』)、秋山学訳、全3巻、全訳版
  - 第1巻、文藝言語研究 文藝篇 (59)：1-62, 2011
  - 第2巻、文藝言語研究 言語篇 (59)：1-74, 2011
  - 第3巻、古典古代学 (3)：25-76, 2010
- 『テオドトスからの抜粋』秋山学訳、文藝言語研究(68)：31-62, 2015。全訳版
- 『救われる富者とは誰であるか』 
  - 『救われる富者とは誰であるか』 秋山学訳、文藝言語研究. 文藝篇 (67)：51-87, 2015
- 「断片集」 秋山学訳、文藝言語研究(69)：19-58, 2016
- 「預言書撰文集」 秋山学訳、文藝言語研究(68)：183-203, 2015